# Tisiphone (genre)
Pour les articles homonymes, voir Tisiphone (homonymie).
Genre
Le genre des Tisiphone regroupe deux espèces d'insectes lépidoptères de la famille des Nymphalidae et de la sous-famille des Satyrinae.

## Dénomination
Le nom Tisiphone a été donné par Jakob Hübner en 1819.

## Localisation
Ils résident en Australie.

## Liste des espèces
- Tisiphone abeona (Donovan, 1805)
  -  Tisiphone abeona abeona
  -  Tisiphone abeona albifascia Waterhouse, 1904 ;
  -  Tisiphone abeona antoni Tindale, 1947 ;
  -  Tisiphone abeona aurelia Waterhouse, 1915 ;
  -  Tisiphone abeona joanna (Butler, 1866)
  -  Tisiphone abeona morrisi Waterhouse, 1914 ;
  -  Tisiphone abeona rawnsleyi (Miskin, 1876)
  -  Tisiphone abeona regalis Waterhouse, 1928 ;
- Tisiphone helena (Olliff, 1888)